# Salvar el puertito
Salvar el puertito de Adeje es un movimiento social surgido en Canarias para la defensa de El Puertito de Adeje. La plataforma se formó como respuesta al proyecto urbanístico Cuna del Alma (Tumba del Alma según la organización).
Los principales objetivos de Salvar el puertito son: defender la conservación del entorno natural de El puertito y su biodiversidad marina y terrestre, proteger los yacimientos arqueológicos guanches presentes en la zona, denunciar la especulación urbanística en espacios naturales de Canarias, promover un modelo de desarrollo sostenible y respetuoso con el territorio sensibilizar a la ciudadanía sobre la importancia de preservar el patrimonio cultural y medioambiental.

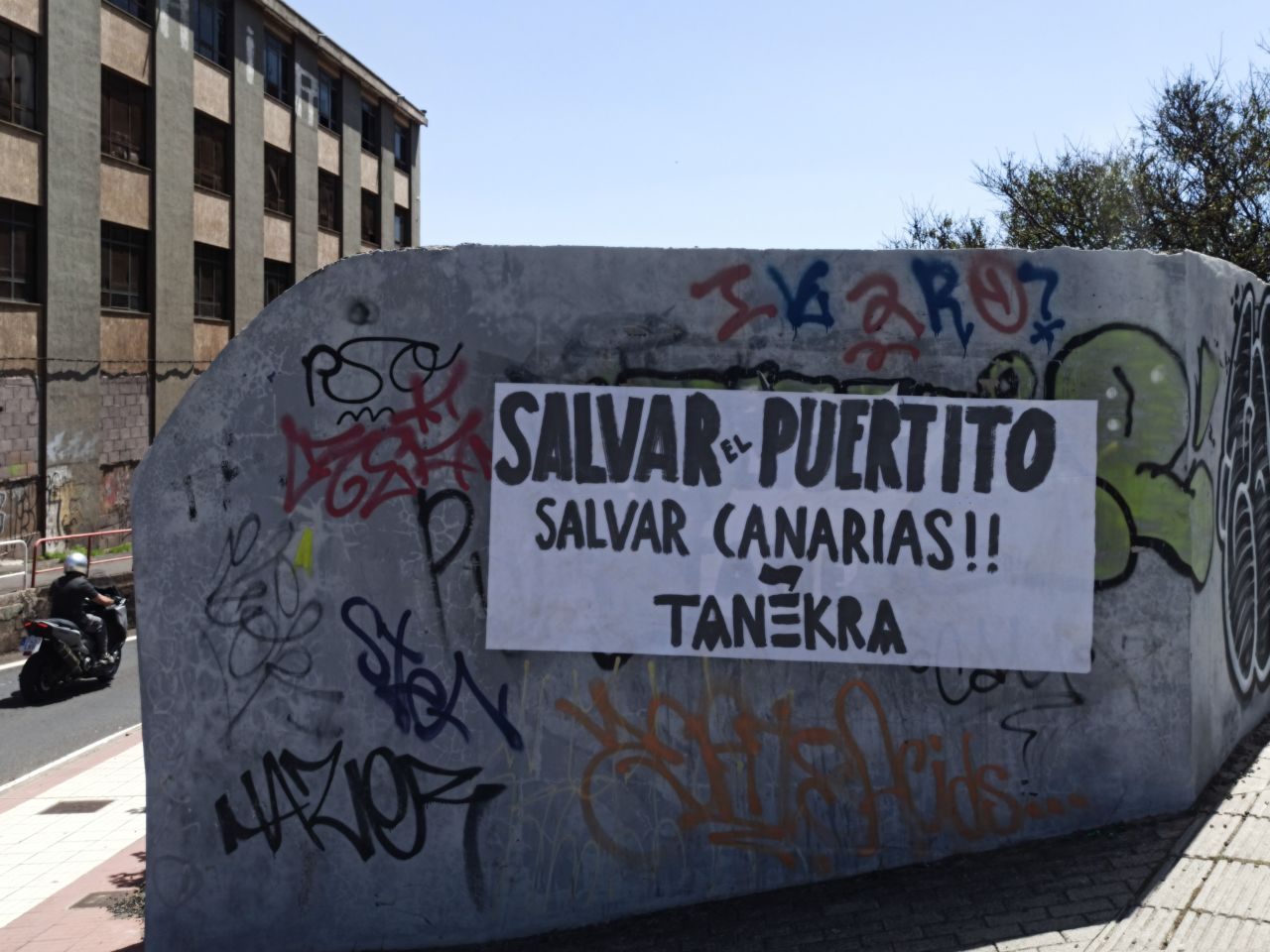
Pancarta de Tanekra en apoyo con Salvar el puertito

## Creación
El 5 de mayo de 2022 se colocó la primera piedra del macroproyecto de Cuna del Alma, ante esto, los colectivos Salvar La Tejita, ATAN, la Fundación Telesforo Bravo-Juan Coello y el Foro Contra la Incineración convocaron una Asamblea Ciudadana el 14 de mayo, en la playa del Puertito de Adeje, “como muestra de la negativa de la población tinerfeña a que se lleve a cabo esta obra con la que pretenden continuar depredando hasta el último centímetro de suelo en el sur”. En la asamblea se decide crear canales de difusión en redes sociales lo que resultaría en la fundación de la organización.

## Historia
La primera protesta en la que participó la organización fue una cacerolada, hecha el 27 de mayo de 2022 en el ayuntamiento de Adeje ante la celebración de un pleno, a esta protesta acudieron cerca de 100 personas.
La organización ha participado y organizado en diferentes manifestaciones y eventos en defensa del puertito, las más importantes son:

### Acampada "Stop Cuna delAlma" del 22 de julio al 1 de diciembre de 2022
el 22 de julio de 2022 los activistas de Salvar el puertito se encadenaron a una excavadora para intentar que no destrozace un yacimiento guanche, más tarde instalaron tiendas en la zona de obras para frenar el desarrollo. Esta acción pacífica suspendió temporalmente las obras después de que se detectaran irregularidades legales y patrimoniales. Posteriormente, el 1 de diciembre de 2022, anunciaron el fin "cautelar" de la acampada tras la paralización oficial por parte del Gobierno de Canarias

### 20-A, 20-O y 18-M
La organización salvar el puertito participó en todas las manifestaciones organizadas por Canarias tiene un límite. Según la organización: "La isla ha colapsado, a pesar de que tenemos más infraestructuras que nunca, la situación no hace más que empeorar: Batimos récords de turistas y pobreza cada año, la biodiversidad y los espacios naturales de las islas están más deteriorados que nunca, cada vez es más difícil encontrar una vivienda para comprar o alquilar, trayectos en carretera de diez minutos se convierten en hora y media, se declara la emergencia hídrica en Tenerife, solo en Tenerife se vierten al día más de 50 millones de litros de aguas fecales al mar, sin embargo, la gran mayoría de políticos, mostrando una falta total de comprensión y capacidad para resolver esta situación, siguen apostando de manera kamikaze por más hoteles y más urbanizaciones para atraer a miles de personas. Un modelo que ha destruido por completo la calidad de vida de Canarias y aquellas razones que hacían únicas a las islas: su biodiversidad, nuestros paisajes, su gente y la identidad de lo que éramos"

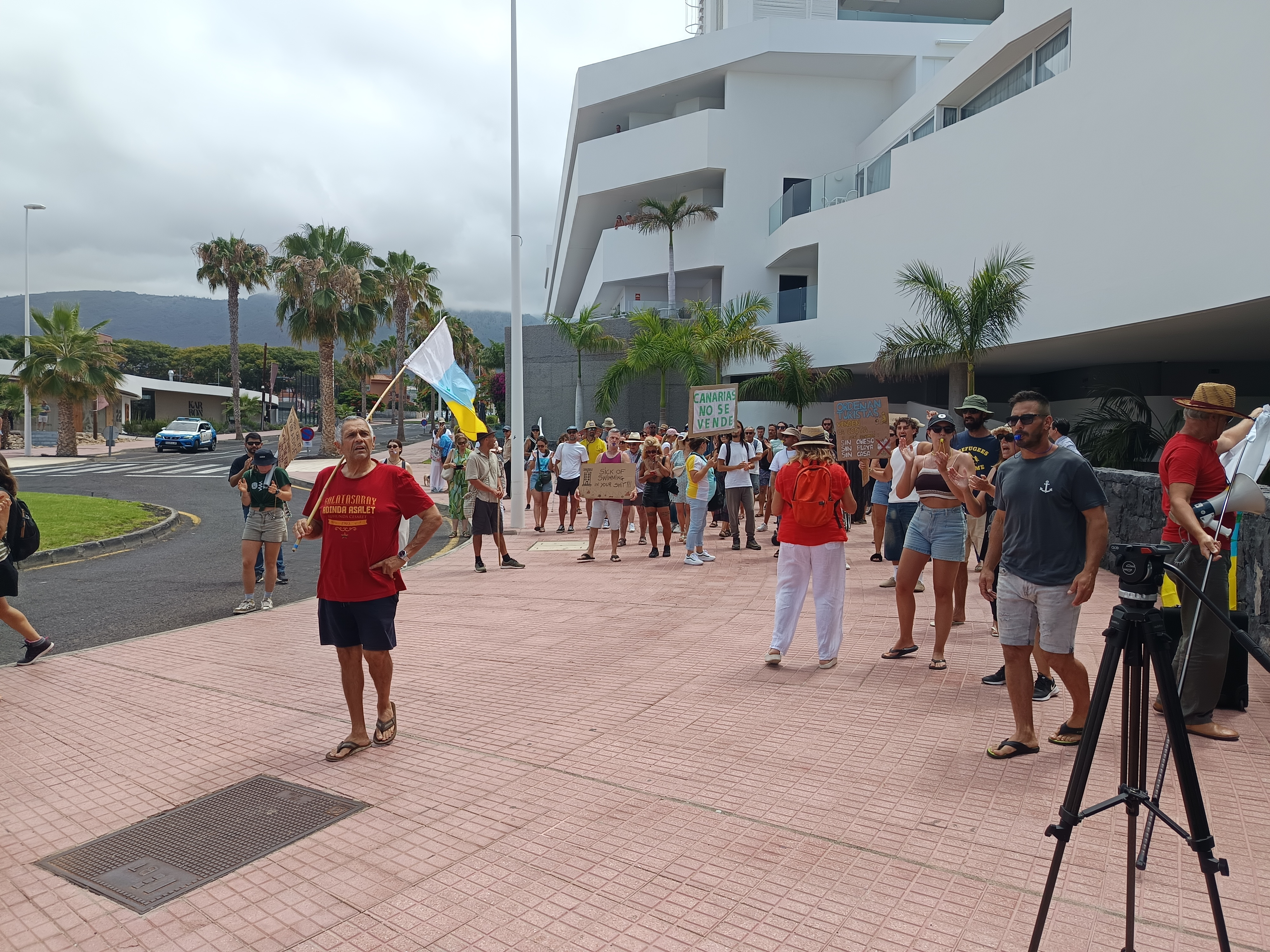
Imagen de la manifestación frente el Hotel Baobad

### Manifestación en el Hotel Baobad Suites
El 14 de julio de 2025 se realizó en el Hotel Baobad una concentración organizada por Salvar el puertito. La concentración se realizó ahí puesto que el dueño del hotel, Filip Hoste, es el promotor inmobiliario y Co-CEO de Cuna del Alma. En la concentración se recaudó dinero para pagar las multas de los activistas del puertito mediante la donación y la venta de camisetas. A esta manifestación acudieron 150 personas.

### Intento de manifestación frente a la casa de Fraga y manifestación frente al ayuntamiento
El 27 de junio de 2025 se convocó una manifestación para el 12 de julio frente a la casa del alcalde de Adeje, Fraga, a quien la organización responsabiliza del daño ambiental en el Puertito de Adeje. Sin embargo, el 10 de julio, la Policía Local y la Guardia Civil desautorizaron la concentración debido a una procesión religiosa prevista cerca del lugar (aunque al final esta se pospuso). Tras rechazar otras dos propuestas más, se autorizó realizar la manifestación frente al ayuntamiento. Asistieron unas 200 personas.
Al finalizar, unas 10 personas se dirigieron a la casa del alcalde, pero fueron interceptadas e identificadas por las autoridades antes de llegar sin dar explicaciones de porqué.